# Garry (bande dessinée)
Pour les articles homonymes, voir Garry.
Garry est une série de bande dessinée de Félix Molinari., publiée initialement aux Éditions du Siècle à Lyon.

## Histoire
Le sergent Garry est un héros de la guerre du Pacifique. En plus d'un physique avantageux, il est considéré comme l'un des meilleurs officiers de l'état-Major américain. Très polyvalent, il va durant les 456 numéros endosser tous les rôles : tour à tour pilote, chef d'escadrille, instructeur et même agent secret.
Les conflits sont nombreux et Garry va combattre non seulement dans le Pacifique mais également en Chine et il fera également quelques escapades en Europe.
Félix Molinari dessine les Japonais de façon très caricaturale, ce qui lui sera souvent reproché. Dans la revue Hop !, il s'en explique :

« On a eu une correspondance avec le consulat du Japon. Le fils du Consul qui devait avoir dans les 18/20 ans, avait lui-même fait des bandes dessinées vengeresses qu'il nous envoyait. On y voyait des avions américains abattus par des avions Japonais. Il devait être choqué par la façon dont je représentais les Japonais, mais on a toujours  tendance à caricaturer dans la BD, il a toujours les bons et les méchants, que ce soit le western, le policier, etc. »

### Les débuts de la série
En 1948, la série démarre sous la forme de récits complets dans le magazine Garry des Éditions du Siècle qui prendront ensuite le nom d'Impéria.
À partir du numéro 27, elle va absorber le mensuel Youpi et va se nommer Youpi - Garry de février 1948 à février 1964.

## Épisodes

### Publiés aux Éditions du Siècle
- Sergent Garry (Félix Molinari)
- Youpi (Esteve)
- Jet Powers
- space Ace
- Johnny Comet (Frazetta)

### Autres récits
- Capitaine Horn (1948 - 1949 : 9 numéros)
- Youpi présente (1948 - 1949 : 14 numéros)
- Aventures du Professeur Bornos et d'un descendant du Capitaine Horn (couvertures de Robba)
- Targa (1947 - 1951 ; 39 numéros) : Aventures d'un sous-Tarzan, certaines aventures sont dessinées par Félix Molinari, les couvertures sont de Robba.

### Publiés aux éditions Imperia
- Les numéros spéciaux : n°1 au n°28 (1948). Ces numéros spéciaux, dessinés par Bob Meyer, Jacovitti, Bob V Vinell (pseudo de Robert Meyer) et Renato Polese, sont édités parallèlement à Garry.
- Garry Pacifique (août 1953 - 1968 : 44 numéros) par Félix Molinari.
- Garry (format de poche 13x18) (n°190 à n°456 : mars 1964 à juin 1986)

## Couvertures
Les premières couvertures sont signées Robba (pseudo du directeur des Éditions du Siècle Robert Bagage) puis les couvertures seront essentiellement signées par Félix Molinari, mais aussi par d'autres artistes talentueux comme Rino Ferrari (Italie) et Juan Vilajoana (Espagne)